# Anna Jesień
Anna Marta Olichwierczuk-Jesień, poljska atletinja, * 10. december 1978, Kostki, Poljska.
Nastopila je na poletnih olimpijskih igrah v letih 2000, 2004, 2008 in 2012, leta 2008 je osvojila peto mesto v teku na 400 m z ovirami. Na svetovnih prvenstvih je v isti disciplini osvojila bronasto medaljo leta 2007, na evropskih prvenstvih pa bronasto medaljo v isti disciplini leta 2006 ter dve bronasti medalji v štafeti 4x400 m.